# Noel Borshi
Noel Borshi (ur. 13 lutego 1996 w Rzymie) – albańska pływaczka specjalizująca się w stylu motylkowym, olimpijka z Londynu.

## Przebieg kariery
Debiut pływaczki miał miejsce na mistrzostwach świata, które rozegrane zostały w Szanghaju. Wystartowała w konkurencjach pływackich stylem motylkowym – na dystansie 100 metrów zajęła 43. pozycję z czasem 1:05,71, a na dystansie 200 metrów zajęła 33. pozycję, osiągając czas 2:29,16.
W 2012 była najmłodszą reprezentantką Albanii na letnich igrzyskach olimpijskich w Londynie. W ramach olimpijskich zmagań wystartowała w konkursie na dystansie 100 metrów stylem motylkowym. Uzyskała w tej konkurencji wynik 1:05,49 – dało to ostatecznie 40. pozycję w klasyfikacji końcowej.

## Rekordy życiowe
| Konkurencja              | Data             | Miejsce    | Rezultat   |
| Basen 50 m               | Basen 50 m       | Basen 50 m | Basen 50 m |
| ------------------------ | ---------------- | ---------- | ---------- |
| 800 m stylem dowolnym    | 24 czerwca 2011  | Rzym       | 9:15,91    |
| 50 m stylem motylkowym   | 2 sierpnia 2015  | Kazań      | 0:29,63    |
| 100 m stylem motylkowym  | 2 sierpnia 2015  | Kazań      | 1:03,65    |
| 200 m stylem motylkowym  | 14 kwietnia 2015 | Riccione   | 2:19,86    |
| 200 m stylem grzbietowym | 7 września 2017  | Rzym       | 2:25,44    |